# De jacht op Meral Ö.
De jacht op Meral Ö. is een Nederlandse dramafilm uit 2024, geregisseerd en mede geschreven door Stijn Bouma. De hoofdrollen worden vertolkt door Dilan Yurdakul, Gijs Naber, Raymond Thiry en Olga Zuiderhoek.

## Verhaal
De Turks-Nederlandse Meral Özturk is wanhopig als de belastingdienst onterecht een enorm bedrag aan kinderopvangtoeslag terugvordert. Wanneer ze ontdekt dat er een sociaal rechercheur in haar leven probeert te infiltreren, maakt Meral radicale keuzes om haar dochters te beschermen.

## Rolverdeling
| Acteur              | Personage        |
| ------------------- | ---------------- |
| Dilan Yurdakul      | Meral Özturk     |
| Gijs Naber          | Ron              |
| Raymond Thiry       | Derk Pont        |
| Olga Zuiderhoek     | mevrouw Terpstra |
| Hannah van Lunteren | Lisa             |
| Sanne den Hartogh   | Walter           |
| Seno Sever          | Mehmet           |

## Productie
Filmmaker Stijn Bouma behandelde in de documentaires Alleen tegen de staat (2021) en Sheila versus de staat (2023) al het onderwerp van de toeslagenaffaire in Nederland. De rest van zijn researchmateriaal gebruikte hij om een eerste fictiefilm te maken. De filmopnames gingen van start in het najaar 2023.

## Release en ontvangst
De jacht op Meral Ö. ging op 2 september 2024 in première. Tijdens het Nederlands Film Festival werd de film genomineerd voor twee Gouden Kalf-filmprijzen, waaronder die voor beste speelfilm.